# Maszt Wolności
Maszt Wolności – pomnik w formie 60-metrowego masztu flagowego, stojący w zachodniej części ronda Zgrupowania AK „Radosław” w Warszawie, upamiętniający m.in. Polskę Walczącą oraz powstanie warszawskie. Zbudowany w 2014, z flagą o największej powierzchni w Polsce. Przez dziewięć lat najwyższy maszt flagowy w Polsce (od 2023 najwyższe są Maszty Stulecia w Ossowie).

## Misja
Maszt wybudowano z inicjatywy Artura Nowakowskiego i Bogdana Kaczmarka. Idea budowy Masztu powstała z chęci upamiętnienia 70. rocznicy powstania warszawskiego. Pomysł inicjatorów skomentowali historycy Norman Davies i Adam Zamoyski, pisząc m.in.:

Przez długi okres swej historii najnowszej Polacy zadawali sobie pytanie, w jaki sposób można by przywrócić ich kraj do stanu dawnej niepodległości, a co ważniejsze jakim krajem powinna się stać owa niepodległa Polska. Odpowiedź na pierwsze pytanie przyniosły efekty dwóch straszliwych wojen światowych, a w bliższej przeszłości upadek komunizmu w latach 1989-90. Pytanie drugie, jak zawsze, pozostaje bez odpowiedzi.

Uwolniwszy się … spod jarzma rozbiorów, obroniwszy się od bolszewickiego najazdu, od okupacji sowieckiej i nazistowskiej, i w końcu zrzuciwszy ustrój komunistyczny wprowadzony siłą przez Związek Radziecki, nie możemy spocząć i powiedzieć sobie że jesteśmy wolni. Naszym prawom osobistym i zbiorowym wciąż, a nawet coraz więcej, zagrażają różne czynniki… Spoglądając na flagę polską, każdy obywatel powinien pamiętać, że wolność o którą walczyło tyle pokoleń bardzo łatwo można stracić.

## Budowa
Budowa Masztu Wolności została sfinansowana przez inicjatorów. Projekt obiektu został stworzony bezpłatnie przez biuro projektowe JSK Architekci Zbigniewa Pszczulnego i Mariusza Rutza. Zaprezentowano go władzom Warszawy 31 lipca 2013. Projekt został zaakceptowany, administracja wydała niezbędne pozwolenia (pozwolenie na budowę – 12 czerwca 2014), a władze miejskie udostępniły grunt pod budowę.
Lokalizacja Masztu została wybrana ze względu na fakt, że na Rondzie Zgrupowania AK „Radosław” zbiegają się trzy dzielnice, w których podczas powstania warszawskiego miały miejsce walki – Śródmieście, Wola i Żoliborz. Maszt Wolności ulokowano w zachodniej jego części, pomiędzy Aleją Jana Pawła II i ulicą Okopową.
Pierwotnie zakończenie budowy obiektu planowano na 1 sierpnia 2014, w 70. rocznicę wybuchu powstania warszawskiego. Ze względu na problemy techniczne, rozpoczęcie konstrukcji przesunęło się.
Maszt Wolności miał mieć wysokość 45 metrów, jednak szef miejskiego Biura Architektury Marek Mikos zaproponował jej zwiększenie do 60 metrów. Przyczyną tej zmiany miało być dopasowanie konstrukcji do pobliskich wieżowców. Ostatecznie maszt – wraz z  mechanizmem wciągania flagi (na szczycie) – ma wysokość ok. 63 m, co Artur Nowakowski wiąże z liczbą dni trwania powstania warszawskiego.

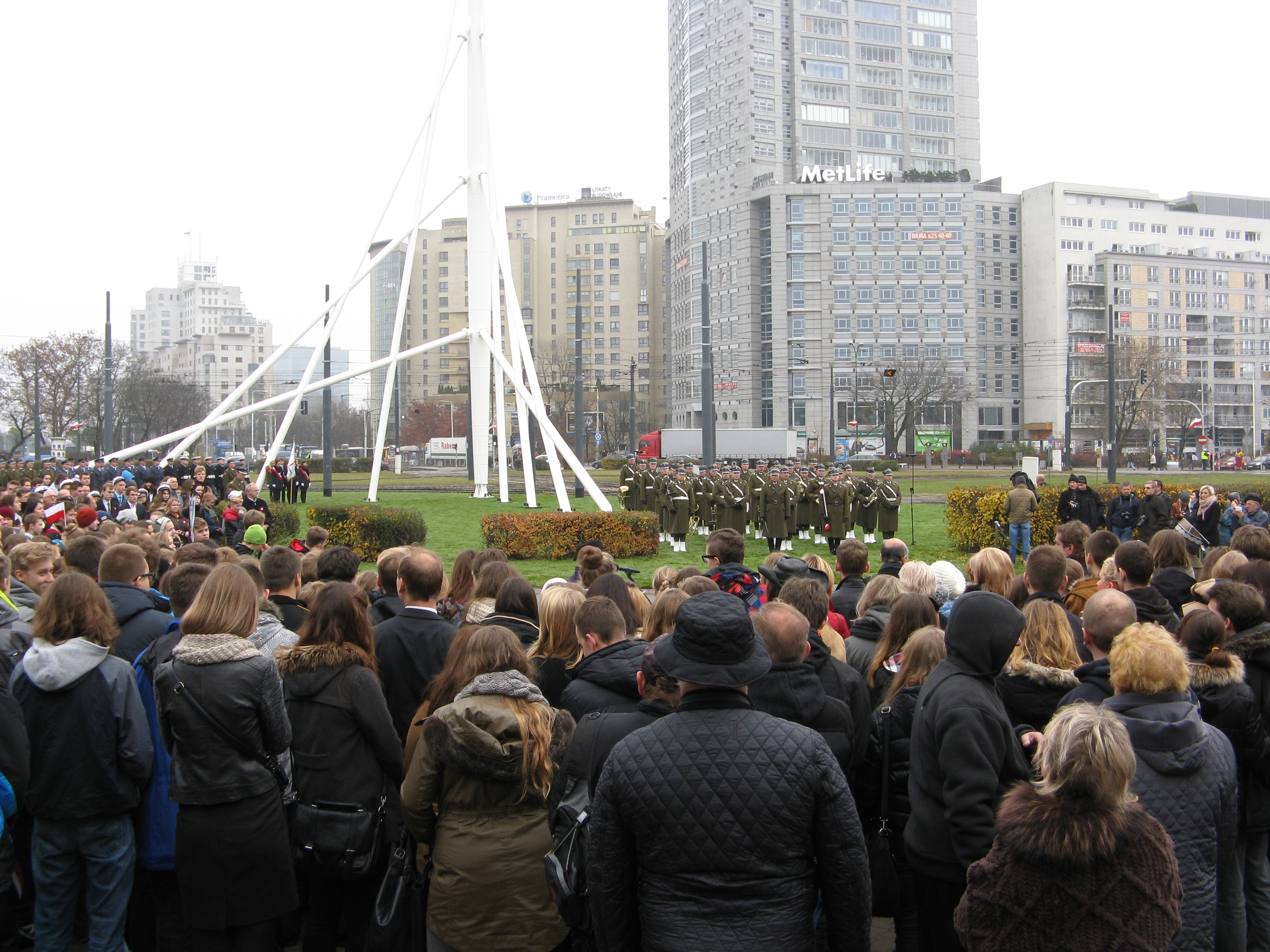
Uroczystość pierwszego wciągnięcia na Maszt Wolności flagi państwowej, w asyście Kompanii Honorowej Wojska Polskiego i w obecności prezydenta Warszawy (10 listopada 2014)

Budowa Masztu rozpoczęła się na początku sierpnia 2014. Wykonano odwierty, następnie wylano betonowy fundament, na którym ustawiono stalową konstrukcję, wykonaną w zakładach H. Cegielski z Poznania. Jej osadzenie wymagało przełożenia przewodów trakcji tramwajowej. 
Po zakończeniu budowy Maszt Wolności został 10 listopada przekazany miastu stołecznemu Warszawie. Wraz z obiektem, jego fundatorzy dostarczyli także kilka kompletów flag, które mają być wymieniane co kilka miesięcy.
Po raz pierwszy flagę państwową o powierzchni ponad 100 metrów kwadratowych w asyście Kompanii Honorowej Wojska Polskiego wciągnięto na Maszt Wolności 10 listopada 2014, w przeddzień Narodowego Święta Niepodległości. W uroczystości udział wzięła prezydent Warszawy, Hanna Gronkiewicz-Waltz.
W styczniu 2015 Maszt został przekazany przez fundatorów na własność władzom miasta.

## Konstrukcja
Głównym wykonawcą obiektu była firma FB Antczak z Kalisza. Maszt Wolności otrzymał formę wrzeciona lub cygara, węższego u dołu i na górze, ale nieco szerszego pośrodku. U dołu obiektu znajduje się lekka, usztywniająca konstrukcja złożona z wielu elementów. Maszt Wolności osadzony jest na fundamencie w kształcie litery „V”, składającym się z 9 pali fundamentowych o łącznej długości 128 metrów i ciężarze ponad 3 ton. Pod nimi wylano ponad 58 metrów sześciennych betonu. Pale związano oczepem żelbetowym (11 ton stali, 100 metrów sześciennych betonu). W zamyśle projektantów, konstrukcja u dołu Masztu ma symbolizować ludzi, którzy trzymają flagę wolności. Maszt ma ponad 60 metrów wysokości i waży niemal 40 ton.
Na szczycie Masztu Wolności znajduje flaga o powierzchni 100 m², wciągana elektrycznie. Jej owijaniu się wokół konstrukcji zapobiega obrotowy przegub, do którego jest przytwierdzona. Całość jest podświetlana po zmroku.
Zgodnie z zamiarami twórców konstrukcji, co roku 1 sierpnia na Maszt ma być wciągana polska flaga z symbolem Polski Walczącej i powiewać przez 63 dni, czyli czas trwania powstania warszawskiego. W pozostałe 302 dni roku ma tam znajdować się flaga państwowa.

Przy Maszcie ustawiono tablice informacyjne w formie ławek, z napisem: 

Postawiony w 96. rocznicę odzyskania Niepodległości Polski, w 70. rocznicę wybuchu Powstania Warszawskiego, w 25. rocznicę Wolnych Wyborów w Polsce, w 10. rocznicę wstąpienia Polski do Unii Europejskiej w hołdzie wszystkim, dzięki którym Polska jest dziś wolnym, odrodzonym krajem

## Kontrowersje
Budowie Masztu towarzyszyły kontrowersje. Nie zdecydowano się na konsultacje społeczne w sprawie formy i zasadności jego konstrukcji – władze Warszawy wskazywały, że budowa pomnika jest inicjatywą prywatną, a miasto udostępniło jedynie grunty. Krytykowana była także lokalizacja budowy Masztu Wolności. Radna Warszawy Aleksandra Sheybal-Rostek wskazywała na jej niefortunność, jako niekojarzącą się z powstaniem warszawskim, brak należytego wyeksponowania polskich symboli narodowych i sąsiedztwo nie najwyższych lotów architektury. Twierdziła, że o wiele lepszym miejscem dla budowy Masztu byłby Kopiec Powstania Warszawskiego przy ulicy Bartyckiej.
Pomimo tych wątpliwości, budowa Masztu została zaakceptowana przez Związek Powstańców Warszawskich oraz Radę Muzeum Powstania Warszawskiego. Projekt zyskał też poparcie senatora Aleksandra Pocieja, reprezentującego między innymi mieszkańców dzielnicy Wola w Warszawie, na której terenie postawiono Maszt Wolności.